# Teatro Lírico de Barcelona
El Teatro Lírico de Barcelona, llamado Teatro Lírico-Sala Beethoven, situado en la actual esquina de la calle Mallorca con Pau Claris, y con entrada por la calle Mallorca, limitando con el Paseo de Gracia, se especializó en la música y el teatro musical, sobre todo la ópera y la zarzuela. Fue inaugurado en 1881 y cerró en 1900.

## Historia
De propiedad privada, fue levantado a expensas del financiero Evarist Arnús, que quería dotar a la ciudad de un auditorio apto para los conciertos y la música en general y situarlo en la parte nueva de Barcelona, el Ensanche. Se inauguró el 23 de abril de 1881, con un concierto dirigido por Jules Massenet y Bonaventura Frigola. La primera pieza fue una Marxa solemne compuesta expresamente por Massenet, seguida del tercer acto de su Le roi de Lahore y las Scènes pittoresques, además de la sexta sinfonía de Beethoven.
El edificio había sido proyectado por Salvador Vinyals, en el lugar donde antes había habido el Teatro de los Campos Elíseos, en los jardines del mismo nombre. Rodeado de un jardín, donde había un café-restaurante y una torre con reloj, se encontraba, en homenaje a Beethoven, que daba nombre a la sala, una escultura del músico esculpido por Josep Reynés, autor de otra escultura de Mozart que después se colocó cerca del lugar.
El aforo era de 2.000 personas, 850 de las cuales se sentaban en platea. La sala estaba decorada con elegancia y lujo, con el techo pintado por Francesc Soler i Rovirosa, y fue muy comentada la inusual comodidad de las butacas. Después del Liceo era el teatro mejor acondicionado y más lujoso de Barcelona.
En 1881 tuvo lugar el estreno en España de Carmen de Georges Bizet. En 1889 se repuso Orfeo ed Euridice, de Gluck, y en 1890 se realizó allí el estreno en España de Alceste del mismo autor. En 1888 actuó Julián Gayarre, y en 1899 hizo su debut absoluto la soprano María Barrientos, con quince años (en La Sonnambula de Bellini).
Tuvieron lugar, desde el 1892, los «Conciertos Nicolau», conciertos sinfónicos organizados por la Sociedad Catalana de Conciertos y dirigidos por Antoni Nicolau donde se presentaron en la ciudad numerosas obras del repertorio, como las nueve sinfonías de Beethoven y numerosos fragmentos de obras de Richard Wagner. En estos conciertos actuaron, también como directores de orquesta, músicos como Vincent d'Indy (1896 y 1898) o Mathieu Crickboom. Camille Saint-Saëns y Richard Strauss (1897) también dirigieron conciertos. En uno de ellos, el 20 de abril de 1900, Saint-Saëns presentó su fantasía para piano y orquesta África, compuesta poco antes y dedicada a Malats, que era el intérprete.
Se dieron numerosos recitales y conciertos de prestigiosos solistas como los pianistas Isaac Albéniz, Enrique Granados, Joaquim Malats y Carles Vidiella o los violinistas Eugène Ysaye, Ernest Chausson y Pablo Sarasate (desde 1890). Actuaron grupos como la Capilla Nacional Rusa (el 1895), dirigida por Dmitri Slavlanski de Agrenev. En abril de 1890, Granados se presentó como pianista, al volver de París, y hacer el estreno absoluto de sus Danzas españolas. En 1895, Granados presentó en Barcelona sus Valses poéticos, estrenados en Madrid un mes antes. 
También se hizo teatro de texto: actuó Sarah Bernhardt (con cinco obras distintas, como La dama de las camelias o Adriana Lecouvreur) (20-28 de abril de 1882) y se estrenaron L'alegria que passa (La alegría que pasa) de Santiago Rusiñol (1899, 16 de enero), Silenci (1898), Blancaflor (1899) y La culpable (1900) de Adrià Gual, y La Rosons y Picarol, con texto de Apel·les Mestres y música de Enric Morera (1901).
Además, sirvió como escenario de bailes (como el de la Exposición de 1888), fiestas y celebraciones de diversos tipos.
El teatro concluyó sus actividades el 31 de octubre de 1900, con un gran concierto. El terreno fue vendido y hubo un intento de reaprovechar sus elementos para construir uno nuevo teatro municipal que no tuvo respuesta de la administración.